# Грінвілл (Міссурі)
Грінвілл (англ. Greenville) — місто (англ. city) в США, в окрузі Вейн штату Міссурі. Населення — 443 особи (2020).

## Географія
Грінвілл розташований за координатами 37°7′39″ пн. ш. 90°26′54″ зх. д. / 37.12750° пн. ш. 90.44833° зх. д. (37.127461, -90.448338).  За даними Бюро перепису населення США в 2010 році місто мало площу 1,75 км², з яких 1,75 км² — суходіл та 0,00 км² — водойми.

## Демографія
Згідно з переписом 2010 року, у місті мешкало 511 особа в 192 домогосподарствах у складі 121 родини. Густота населення становила 292 особи/км².  Було 234 помешкання (134/км²).
Расовий склад населення:
| - 97,7 % — білих - 0,4 % — корінних американців - 0,2 % — чорних або афроамериканців - 0,2 % — азіатів |

До двох чи більше рас належало 1,6 %. Частка іспаномовних становила 1,2 % від усіх жителів.
За віковим діапазоном населення розподілялося таким чином: 21,7 % — особи молодші 18 років, 54,2 % — особи у віці 18—64 років, 24,1 % — особи у віці 65 років та старші. Медіана віку мешканця становила 45,9 року. На 100 осіб жіночої статі у місті припадало 89,3 чоловіків;  на 100 жінок у віці від 18 років та старших — 81,8 чоловіків також старших 18 років.
Середній дохід на одне домашнє господарство  становив 40 116 доларів США (медіана — 28 125), а середній дохід на одну сім'ю — 53 546 доларів (медіана — 52 596). Медіана доходів становила 35 769 доларів для чоловіків та 22 708 доларів для жінок. За межею бідності перебувало 14,8 % осіб, у тому числі 17,3 % дітей у віці до 18 років та 17,6 % осіб у віці 65 років та старших.
Цивільне працевлаштоване населення становило 188 осіб. Основні галузі зайнятості: освіта, охорона здоров'я та соціальна допомога — 31,9 %, транспорт — 12,8 %, виробництво — 11,2 %, роздрібна торгівля — 10,6 %.